# 茶色い狐の秘密
『茶色い狐の秘密』（ちゃいろいきつねのひみつ、The Brown Fox Mystery ）は、1948年に発表されたエラリー・クイーンの長編推理小説。エラリー・クイーン・ジュニア名義だが、日本ではエラリー・クイーン名義で翻訳・出版された。。
作家エラリー・クイーンが児童向けに発表した作品であり、ジュナの冒険シリーズ（全8作）の第5作目。舞台は主人公の住む村エデンボロを離れシルヴァー湖の避暑地。

## あらすじ
ジュナはエラリイおばさんと友だちのトミーと避暑地にでかける。女友だちクララベルのいるシルヴァー湖では、釣り三昧の毎日で快適な休暇が待っている。ところが、湖の岸にある古い貯氷庫で、怪しい男たちの姿を見てから怪事件が続く。ベン船長の船が謎の火事に会い、おばさんの姿も見えなくなってしまう。

## 主な登場人物
- ジュナ - 主人公。
- チャンプ - ジュナの愛犬
- アニー・エラリイ - ジュナのおばさん。初老の婦人。ジュナと二人で暮らしている。
- トミー・ウィリアムズ - ジュナの友人。
- クララベル - シルヴァー湖の避暑地で暮らす少女。
- ベン船長 - モーターボートの持ち主。船を使った配送業を営む。
- スキャタリ - 雑貨屋の主人
- ウィニ - 雑貨屋の店員
- レム（レイム）・ブレイン - 製氷所を借りておがくずの販売を営む男。いつも魚釣りをしている変人。
- ジョーンズ - レムの仲間
- ボールドウィン - 同上
- アンディ - マッケルヴィ家の子供
- ドン - 同上

## 日本語訳
- 『茶色い狐の秘密』（福原麟太郎訳、早川書房、1958年 / ハヤカワ文庫、都筑道夫解説、1978年） ISBN 978-4-15-060005-1